# Lycapsus tenuifolius
Lycapsus tenuifolius Phil., 1870 è una pianta della famiglia delle Asteracee. È l'unica specie del genere Lycapsus (quest'ultimo è anche l'unico genere della sottotribù Lycapsinae).

## Etimologia
Il nome scientifico di questa pianta è stato definito per la prima volta dal zoologo e botanico tedesco naturalizzato cileno Rodolfo Amando Philippi  (Charlottenburg, 14 settembre 1808 – Santiago del Cile, 23 luglio 1904) nella pubblicazione "Botanische Zeitung. Berlin - 28: 499, t. 8. 1870" del 1870. Nella stessa pubblicazione è stato definito anche il genere, mentre la sottotribù è stata definita dal botanico contemporaneo Harold Ernest Robinson  (1932-) nella pubblicazione "Phytologia; Designed to Expedite Botanical Publication. New York - 46(2): 120 (1980)." del 1980.

## Descrizione
La pianta di questa voce ha una habitus erbaceo e lievemente arbustivo.
Le foglie lungo il fusto sono disposte in modo alternato (ma anche a spirale). La consistenza è semisucculenta (o carnosa). La lamina ha una contorno del tipo 1-2-pennato con lobi lineari. I piccioli sono lunghi e sottili.
Le infiorescenze sono formate da capolini terminali di tipo radiato su lunghi e sottili peduncoli raccolti in aperti panicoli. I capolini sono formati da un involucro a forma campanulata composto da diverse squame (o brattee) a consistenza erbacea e disposte su due serie al cui interno un ricettacolo fa da base ai fiori di due tipi: quelli esterni ligulati del raggio e quelli più interni tubulosi del disco. Il ricettacolo è provvisto di pagliette a protezione della base dei fiori; le pagliette hanno una forma lanceolata.
Formula fiorale: per queste piante viene indicata la seguente formula fiorale:
* K 0/5, C (5), A (5), G (2), infero, achenio
I fiori sono tetraciclici (a cinque verticilli: calice – corolla – androceo – gineceo) e in genere pentameri (ogni verticillo ha 5 elementi). I fiori del raggio sono femminili e fertili con ampie corolle trilobate e colorate di bianco; la parte alta della superficie è papillosa. I fiori del disco sono ermafroditi e tetrameri (a 4 lobi) con corolle colorate di bianco. Il calice è ridotto ad una coroncina di squame.
L'androceo è formato da 5 stami con filamenti liberi e antere saldate in un manicotto circondante lo stilo.  Le teche delle antere sono provvisti di cellule dell'endotecio con 2 o 3 ispessimenti; le antere sono di colore pallido e le appendici sono a forma ovata; la parte papillosa è interna, quella esterna è ghiandolosa con peli 2-3-unicellulari. Il polline ha circa 27 micron di diametro.
Il gineceo ha un ovario uniloculare infero formato da due carpelli.. Lo stilo è unico e con due stigmi nella parte apicale; la base è nodosa. Gli stigmi sono provvisti di apici acuti e papillosi e di due copie di superfici stigmatiche.
I frutti sono degli acheni privi di pappo dalla forma affusolata o con 4 angoli più o meno evidenti, diritti o leggermente incurvati. La superficie è carbonizzata.

## Biologia
- Impollinazione: l'impollinazione avviene tramite insetti (impollinazione entomogama).
- Riproduzione: la fecondazione avviene fondamentalmente tramite l'impollinazione dei fiori (vedi sopra).
- Dispersione: i semi cadendo a terra sono successivamente dispersi soprattutto da insetti tipo formiche (disseminazione mirmecoria).

## Distribuzione e habitat
La specie di questa voce ha una distribuzione endemica nelle isole di San Felix e Sant'Ambrogio di fronte alle coste settentrionali del Cile.

## Tassonomia
La famiglia di appartenenza del Lycapsus tenuifolius  (Asteraceae o Compositae, nomen conservandum) è la più numerosa del mondo vegetale e comprende oltre 23000 specie distribuite su 1535 generi (22750 specie e 1530 generi secondo altre fonti). La sottofamiglia (Asteroideae) è una delle 12 sottofamiglie nella quale è stata suddivisa la famiglia Asteraceae, mentre Perityleae è una delle 21 tribù della sottofamiglia. La tribù Perityleae a sua volta è suddivisa in 3 sottotribù, una delle quali (Lycapsinae) comprende il genere Lycapsus. 

Tradizionalmente la sottotribù Lycapsinae viene descritta all'interno della tribù Heliantheae.

### Sinonimi
L'entità di questa voce ha avuto nel tempo diverse nomenclature. L'elenco seguente indica alcuni tra i sinonimi più frequenti:
- Alomia tenuifolia (Phil.) Benth. & Hook.f. ex Reiche